# Kyselina p-toluensulfonová
Kyselina p-toluensulfonová (systematický název kyselina 4-methylbenzen-1-sulfonová) je aromatická sulfonová kyselina. Tato bílá pevná látka je rozpustná ve vodě, alkoholech a dalších polárních rozpouštědlech. Skupina CH3C6H4SO2– odvozená od molekuly této kyseliny odštěpením -OH se nazývá tosyl a její název je často zkracován na Ts nebo Tos. Vzorcem TsOH se nejčastěji označuje monohydrát kyseliny, TsOH·H2O.
Podobně jako u dalších sulfonových kyselin se jedná o silnou organickou kyselinu, je asi milionkrát silnější než kyselina benzoová. Je jednou z mála silných kyselin, které jsou za standardních podmínek v pevném skupenství a na rozdíl od mnohých silných anorganických kyselin (hlavně kyseliny dusičné, sírové a chloristé) není oxidující.

## Výroba a použití
TsOH se průmyslově vyrábí sulfonací toluenu. Snadno se hydratuje a proto většinou vznikají hydráty. K běžným nečistotám patří kyselina benzensulfonová a kyselina sírová; lze je odstranit rekrystalizací z vodného roztoku následovanou azeotropním vysoušením s toluenem.
TsOH nachází využití v organické syntéze jako kyselý katalyzátor rozpustný v organických rozpouštědlech. Jako příklady konkrtétních reakcí lze uvést acetalizaci aldehydů, esterifikaci karboxylových kyselin a transesterifikaci esterů.

## Tosylátové estery

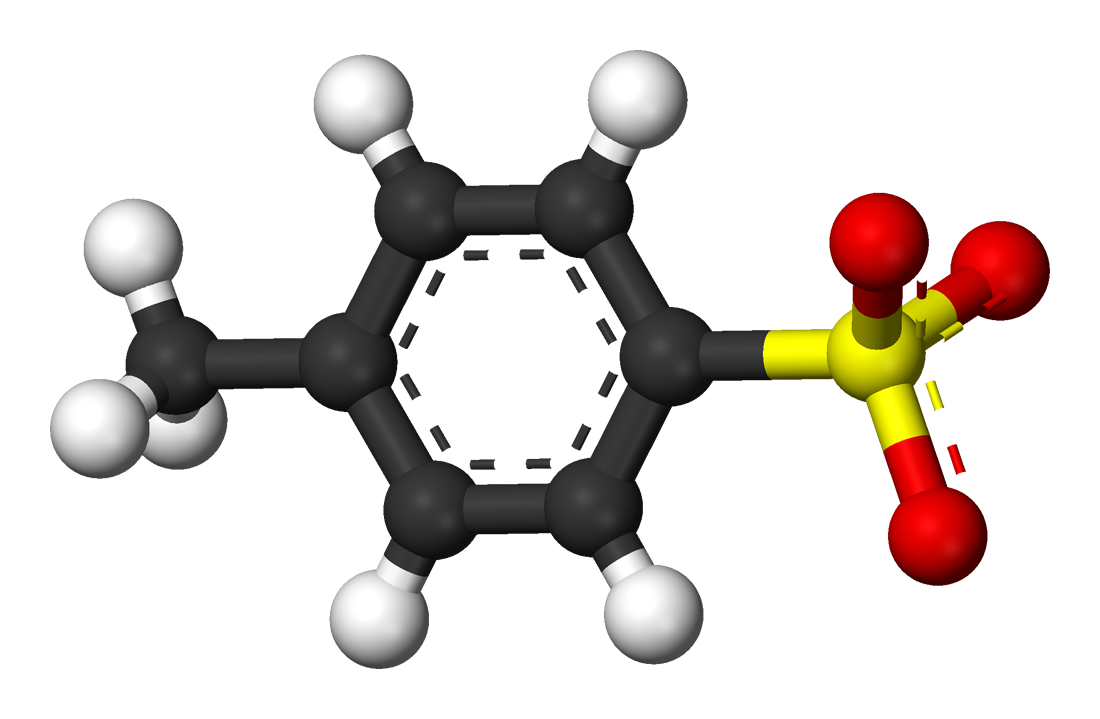
kuličkový model tosylátového aniontu

Estery kyseliny p-toluensulfonové se používají jako alkylační činidla díky jejich zápornému indukčnímu efektu. Tosylová skupina také slouží jako chránicí skupina pro alkoholy a aminy.

## Reakce
TsOH může být převedena na anhydrid zahříváním s oxidem fosforečným. Zahříváním za přítomnosti kyseliny a vody dochází k hydrolýze a vzniká toluen:
CH3C6H4SO3H + H2O → C6H5CH3 + H2SO4
Tato reakce probíhá i u dalších arylsulfonových kyselin, ovšem zda k ní dojde, závisí na struktuře a koncentraci kyseliny a na teplotě. Například s chladnou koncentrovanou kyselinou chlorovodíkovou TsOH nereaguje, ale hydrolyzuje se při zahřátí na 186 °C v koncentrované kyselině fosforečné.